# Batalla de Scarrifholis
La Batalla de Scarrifholis se luchó en Donegal, en el Noroeste de Irlanda, el 21 de junio de 1650, durante las guerras confederadas, consistiendo en parte de las guerras de los tres reinos. El enfrentamiento tuvo lugar entre el ejército católico del Úlster, comandado por Heber MacMahon y el Obispo Clogher, contra un ejército Parlamentario comandado por Charles Coote, compuesto por tropas procedentes del Nuevo Ejército Modelo y por colonos protestantes que se habían asentado en Úlster. La batalla resultó en la aniquilación del ejército irlandés y de la pérdida de la mayoría de sus armas y suministros. Hecho que aseguró el Norte de la isla para el parlamento inglés y que enormemente contribuyó al éxito de la conquista que comenzó Cromwell en 1649.

## Contexto
Las Guerras Confederadas Irlandesas, que estallaron a raíz de la Rebelión de 1641, se libraron inicialmente entre una Confederación irlandesa predominantemente católica y el Ejército Real Irlandés protestante en su mayoría, liderado por el duque de Ormonde. Ambos proclamaban su lealtad a Carlos I, mientras había una guerra entre tres bandos en el Úlster, en la que estaban enzarzados el Ejército Realista, los católicos gaélicos encabezados por Eoghan Ó Néill y una milicia presbiteriana, conocida como el Ejército Laggan, apoyado por los Covenanters con Robert Munro al frente.
En septiembre de 1643, Ormonde acordó un alto al fuego con la Confederación para poder enviar sus tropas a Inglaterra en apoyo del rey contra el Parlamento en la primera guerra civil inglesa. Algunos protestantes irlandeses no aceptaron el cese de hostilidades y se pasaron al bando parlamentarista, como Sir Charles Coote, que se convirtió en comandante parlamentario en Connacht. Finalmente, Carlos I se rindió en 1646, y un levantamiento posterior del bando realista fue reprimido en la segunda guerra civil inglesa de 1648. El 17 de enero de 1649, la Confederación se alió con los realistas de Ormond y, tras la ejecución de Carlos el 30 de enero, el Ejército de Laggan y las tropas escocesas restantes en el Úlster también se unieron a la coalición. 

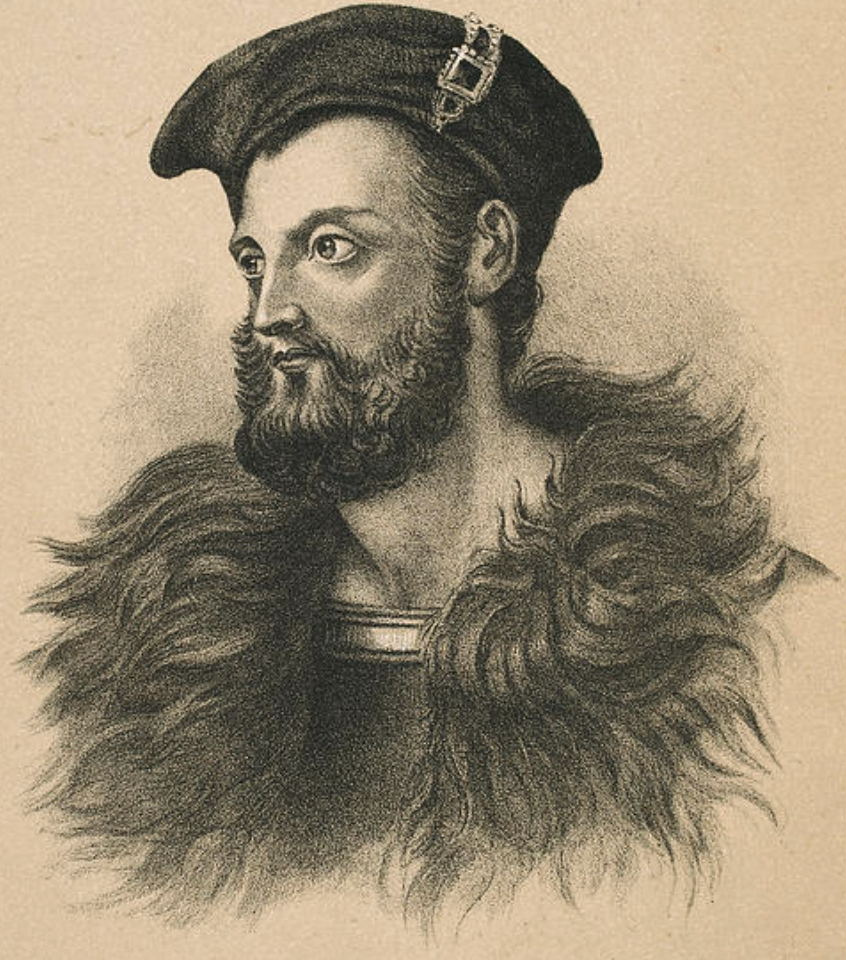
Eoghan Ó Néill; su negativa a apoyar a la Alianza en el Úlster socavó su capacidad para resistir a las fuerzas de la Commonwealth

Había varias razones que explicaban esta alianza. El gobierno Covenanter escocés, que apoyaba a los colonos escoceses en el Úlster, consideraba a Cromwell y a otros líderes de la nueva Commonwealth de Inglaterra radicales políticos y religiosos. Desde el punto de vista político, se habían opuesto a la ejecución de su rey por los ingleses; como presbiterianos, consideraban que el regicidio era también un sacrilegio, por lo que declararon su lealtad al hijo de Carlos I, Carlos II de Inglaterra . 
Por otra parte, se producía una ruptura en la Confederación, entre los terratenientes católicos que querían preservar la posición anterior a 1641, y aquellos como Ó Néill, que habían sido desposeídos de sus tierras a raíza de las Plantaciones de 1607. Ó Néill acordó una tregua con Coote y se negó a seguir combatiendo, lo que privó a la Alianza, de su fuerza de más efectiva en el norte. Pese a todo, el ejército combinado realista/confederado de Ormond controlaba la mayor parte de Irlanda a finales de julio. 
La derrota de Ormonde en Rathmines el 2 de agosto permitió a Cromwell y un ejército de 12.000 hombres desembarcar en Dublín sin oposición. Tras capturar Drogheda el 11 de septiembre, su fuerza principal se dirigió al sur hacia Wexfordmientras que el coronel Robert Venables fue enviado al norte con tres regimientos, (alrededor de 2.500 hombres), para tomar el control del Úlster. Las guarniciones de Munro se rindieron con una resistencia mínima y, a fines de septiembre, Venables había ocupado Dundalk, Carlingford, Newry y Belfast. Estas medidas fueron acompañadas por la expulsión masiva de colonos escoceses; cuando Coote capturó Coleraine el 15 de septiembre, masacró a la guarnición, mayoritariamente escocesa. 
La muerte de Ó Néill en noviembre de 1649 y la derrota de realistas y Covenanters a manos de Coote en Lisnagarvey en diciembre dejaron al ejército católico del Úlster como la única oposición restante a la Commonwealth en el norte. En una reunión en Belturbet el 18 de marzo de 1650, Heber MacMahon, obispo católico de Clogher, fue puesto al frente del ejército. Sin embargo, MacMahon no tenía experiencia militar y se oponía a la alianza con los realistas de Ormond; su elección fue esencialmente un compromiso entre los partidarios de Henry, hijo de Ó Néill, y su primo, Phelim Ó Néill . 

## La campaña
MacMahon reunió al ejército de Úlster en Loughgall al sur de Armagh, con 4,000 soldados de infantería y 600 de caballería. Sin embargo se encontraban con escasa munición y la mitad de sus hombres portaban picas en lugar de mosquetes (lo normal de la época era un mosquete por cada dos picas). Su objetivo consistía en marchar a través del centro de Úlster para crear una cuña entre la guarnición de Coote en Derry al oeste de la provincia y la comandancia de Venable en Carrickfergus al Este. Con las tropas Parlamentarias distraídas por las actividades de la guerrilla o Tories, el ejército del Úlster marchó hacia Ballycastle en la costa Noroeste, dejando una cadena de guarniciones a lo largo del centro de la provincia. Entonces se dirigieron al oeste hacia el ejército de Coote, acuartelado en Lifford, cerca de Derry. Rechazando un ataque  de la caballería inglesa al cruzar el río Finn, los irlandeses acamparon en un monte junto a Scarrifholis, al sur de Letterkenny a lo largo del camino hacia la ciudad de Donegal, cerca del río Swilly. Debido a las atrocidades perpetradas por ambos bandos desde el comienzo de la guerra, la población protestante local huyó hacia las ciudades fortificadas de la zona. Mientras tanto, los refuerzos parlamentaristas se habían unido a Coote desde el Este, consiguiendo reunir hasta 3,000 hombres, comparados con los 4,000 irlandeses. Sin embargo, la armada británica tenía más munición y más caballería que su enemigo. Los oficiales de MacMahon le aconsejaron no dejar su fuerte posición defensiva y arriesgar la batalla, al ser el ejército parlamentario tácticamente superior a ellos. Era mejor quedarse y esperar a que se dispersase cuando se les agotasen los suministros, dejándoles marchar de vuelta a su fortaleza al borde de Leinster. Sin embargo, MacMahon, rehusó escuchar el consejo militar de sus oficiales y ordenó a sus tropas bajar del campamento montañés para dar batalla a su enemigo.

## La batalla
La inexperiencia de MacMahon se expuso cuando formó a sus tropas para la batalla. Colocó una pequeña guardia avanzada delante de su ejército y posicionó al resto en una enorme masa sólida, lo que significaba que era muy difícil de maniobrar y tan sólo unas pocas unidades podían enzarzarse en batalla con el enemigo, quedando el resto atrapados entre los rangos de sus propios hombres. Mientras tanto Coote, que había estado luchando desde 1641 y era hijo de un soldado profesional, formó a sus hombres en unidades pequeñas y flexibles, que eran capaces de unirse a otra y moverse alrededor del campo de batalla.
La batalla comenzó cuando Coote envió un destacamento de infantería al encuentro de la avanzada irlandesa. Ambos lados intercambiaron fuego de mosquetes a corta distancia y lucharon mano a mano con picas y mosquetes. Sin embargo Coote constantemente reforzó su infantería y condujo a sus hombres de nuevo a la parte frontal de su formación. Debido a la formación que MacMahon había adoptado, causó que los rangos frontales irlandeses se viesen aprisionados y atrapados detrás de sus propios hostigadores y de la cargante infantería británica. Viendo su oportunidad, Coote envió más infantería a atacar los flancos de la formación irlandesa, atrapando a todas las fuerzas entre sus hombres y el lado de la montaña del cual habían bajado antes de la batalla.
La dificultad en la que los irlandeses se encontraron era similar a la del ejército romano que Hanibal destruyó en la batalla de Cannae en el 216 a. C. A pesar de que superaban en número al enemigo fueron organizados en una masa densa con falta de coordinación incapaz de defenderse contra las tropas que los habían rodeado. Incrementalmente se convirtieron en una muchedumbre de individuos aterrorizados más que en una unidad militar disciplinada. El hecho de estar cortos de munición favorecía a los parlamentarios poder descargar sus mosquetes contra la densa masa sin respuesta efectiva, eliminando a los irlandeses a distancia. En este punto, los irlandeses fueron remitidos y sus líderes y caballeros huyeron del campo de batalla, perseguidos por la caballería parlamentaria y por la población protestante local, la cual aprovechó la oportunidad para vengarse de las masacres que habían sufrido a mano de los católicos en 1641-42. Sin embargo, la infantería irlandesa que estaba condenada luchó obstinadamente hasta que fue sacrificada. Testamento de esto es que encontraron dos tercios de los irlandeses muertos en el mismo campo de batalla en lugar de en la línea de ataque.

## Secuelas
La batalla fue una victoria decisiva para Coote y los parlamentarios británicos. Mataron a unos 3,000 soldados del ejército del Úlster, 2,000 en el campo de batalla y unos 1,000 en la persecución, alrededor del 75% del total de sus números. Los parlamentarios tan sólo perdieron unos 100 soldados. Coote ordenó que se matase a los prisioneros capturados y a los heridos, incluyendo a Henry O'Neill, el hijo de Owen Roe O'Neill, el cual se había rendido con condiciones. Una semana más tarde capturaron y colgaron a MacMahon en Enniskillen.
La batalla marcó la destrucción del ejército del Úlster, no solo por la pérdida de hombres, los cuales podían ser reemplazados, sino por la pérdida de muchos oficiales experimentados y virtualmente todas sus armas y equipamiento las cuales no podían ser reemplazadas. Además de O'Neill y MacMahon los irlandeses habían perdido 9 coroneles, 4 tenientes coroneles, 3 comandantes, 20 capitanes y cientos de oficiales subalternos. Esto representaba un sacrificio para los terratenientes católicos del Úlster, mucho mayor que la afamada «Fuga de los Condes» en 1607. Por esta razón la batalla fue descrita como el Aughrim del Úlster, una batalla que marcó la exterminación nativa de la aristocracia de la provincia asegurando la continuidad de la existencia y supremacía de la población colonizadora protestante. Coote continuó su marcha hacia el Sur, tomando Sligo y luego Galway, después de un largo asedio en 1652. La rendición de esta última ciudad, marcó el fin efectivo de la resistencia irlandesa a la conquista del país por Cromwell.